# Heilig Kreuz (Erlangen-Bruck)

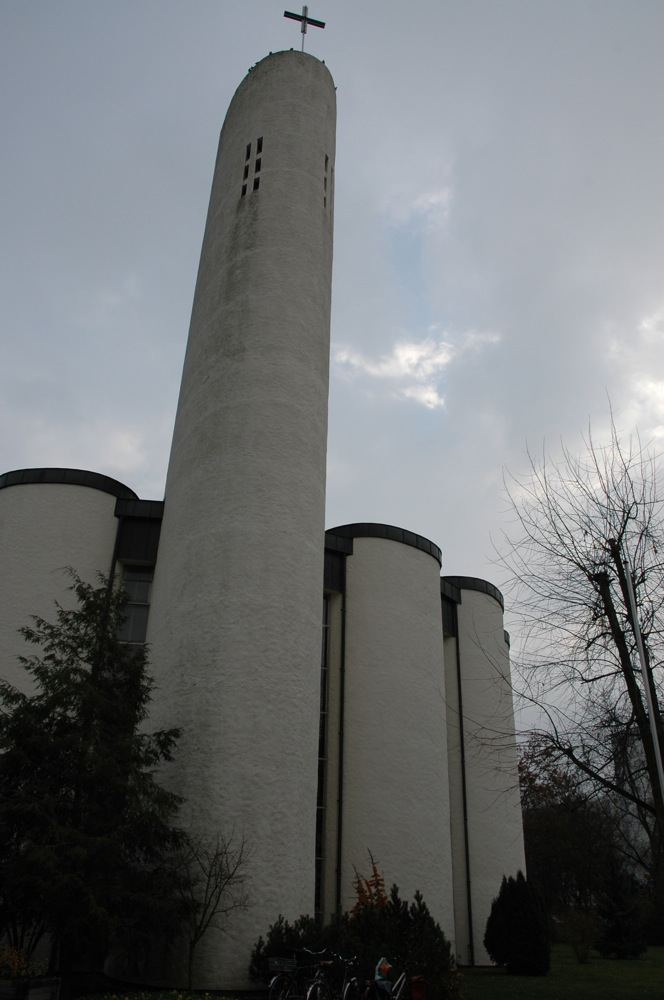
Außenansicht der Pfarrkirche Heilig Kreuz

Die römisch-katholische Pfarrkirche Heilig Kreuz in Erlangen-Bruck ist ein moderner Zentralbau, der in den Jahren 1968/69 nach den Plänen der Bamberger Architekten Gregor Neundorfer und Peter Seemüller errichtet wurde. Aufgrund seiner außergewöhnlichen Konstruktion ist er als Baudenkmal mit der Nummer D-5-62-000-1012 beim Bayerischen Landesamt für Denkmalpflege eingetragen.
Die Pfarrei wird seit jeher von den Patres des benachbarten, 1967 neu gegründeten Karmelitenklosters Erlangen seelsorglich betreut. Sie war seit 2006 Teil des Seelsorgebereichs Erlangen-Süd und gehört seit dem 1. September 2019 Teil zum größer gefassten Seelsorgebereich Erlangen.

## Geschichte
Die Gemeinde entstand, um dem raschen Anstieg der katholischen Bevölkerung in Erlangen-Bruck nach dem Zweiten Weltkrieg Rechnung zu tragen. Am 11. November 1962 wurde als Teil der Pfarrei St. Bonifaz die Tochterkirchenstiftung Heilig Kreuz gegründet, die das Gebiet der Äußeren Brucker Straße und des Brucker Angers umfasste. Diese wurde am 24. August 1967 zur Pfarrei erhoben und um das von St. Peter und Paul ausgegliederte Gebiet der Brucker Höhe erweitert. Bereits rund drei Jahre zuvor hatte die Oberdeutsche Provinz der Beschuhten Karmeliten die Übernahme der Seelsorge zugesagt. Das Karmelitenkloster wurde 1967 gegründet und ist in das Gemeindezentrum integriert. Die Karmeliten bilden den einzigen in Erlangen ansässigen katholische Männerorden.
Im Zuge der Pfarreierhebung wurde der Neubau einer Pfarrkirche angestrebt. Dieser wurde unmittelbar an das bereits bestehende Gemeindezentrum angebaut. Diese konnte am 15. September 1969 nach eineinhalb Jahren Bauzeit geweiht werden. Zur Pfarrei gehören außerdem ein Kindergarten, eine Bücherei und der 1988 gegründete Jugendtreff am Brucker Anger. Seit 1982 besteht mit dem sogenannten Afrika-Kreis eine Partnerschaft mit dem Bistum Njombe in Tansania und dem dortigen St.-Agnes-Konvent. 1991 wurde ferner eine Partnerschaft mit der Pfarrei St. Johannes Baptist in Jena ins Leben gerufen.

## Beschreibung
Der kreisrunde Bau mit Flachdach wurde in Leichtbetonbauweise errichtet. Er wird durch 15 halbrund hervortretende Konchen gegliedert, wobei die herausgehobene Stellung von Chor und Turm durch höhere Konchen gekennzeichnet wird. Diese werden durch Buntglasbänder separiert, die von dem Maler Herbert Bessel aus Rasch im Nürnberger Land gestaltet wurden. Diese Konstruktion taucht den Innenraum in ein dunkles Licht und lässt ein interessant Licht- und Schattenspiel zur Geltung kommen. Die Ausstattung des Altarraumes wurde von dem Bildhauer Blasius Gerg aus Glonn in Oberbayern geschaffen.

### Orgel
Die Orgel wurde 1970 von Anton Staller aus Grafing bei München erbaut. Sie ist in einer der hinteren Konchen eingebaut. Das Schleifladeninstrument mit mechanischen Spiel- und elektrischen Registertrakturen umfasst insgesamt 23 Register auf zwei Manualen und Pedal. Sie wird von einem Spielschrank aus bedient, der sich auf einer kleinen, durch eine Wendeltreppe erschlossenen Empore befindet. Die Disposition lautet wie folgt:
| I Hauptwerk |             |        |
| 1.          | Prinzipal   | 8′     |
| 2.          | Spillflöte  | 8′     |
| 3.          | Oktave      | 4′     |
| 4.          | Holzflöte   | 4′     |
| 5.          | Quinte      | 2 ⁄3′  |
| 6.          | Waldflöte 0 | 2′     |
| 7.          | Terz        | 1 3⁄5′ |
| 8.          | Mixtur V    | 2′     |
| 9.          | Trompete    | 8′     |
|             | Tremulant   |        |

| II Schwellwerk |                |       |
| 10.            | Holzgedeckt    | 8′    |
| 11.            | Harfpfeife     | 8′    |
| 12.            | Prinzipal      | 4′    |
| 13.            | Rohrflöte      | 4′    |
| 14.            | Prinzipal      | 2′    |
| 15.            | Quinte         | 1 ⁄3′ |
| 16.            | Sifflöte       | 1′    |
| 17.            | Cymbel III     | 1⁄2′  |
| 18.            | Rohrschalmei 0 | 8′    |
|                | Tremulant      |       |

| Pedal |             |               |
| 19.   | Subbaß      | 16′           |
| 20.   | Offenbaß0   | 08′           |
| 21.   | Pommer      | 04′           |
| 22.   | Piffaro III | 04′ + 2′ + 1′ |
| 23.   | Fagott      | 16′           |

- Koppel: II/I, II/P, I/P
- Spielhilfen: 4 freie Kombinationen

### Glocken
Die Kirche verfügt über vier Glocken, die im Salve-Regina-Motiv gestimmt sind. Sie wurden im Jahr 1971 bei Rudolf Perner in Passau-Hacklberg gegossen. Die Glocken im Einzelnen:
| Nr. | Material | Gussjahr | Gießer                | Durchmesser [mm] | Gewicht [kg] | Schlagton |
| --- | -------- | -------- | --------------------- | ---------------- | ------------ | --------- |
| 1.  | Bronze   | 1971     | Rudolf Perner, Passau | 1.520            | 1.800        | des1      |
| 2.  | Bronze   | 1971     | Rudolf Perner, Passau | 1.150            | 800          | f1        |
| 3.  | Bronze   | 1971     | Rudolf Perner, Passau | 970              | 500          | as1       |
| 4.  | Bronze   | 1971     | Rudolf Perner, Passau | 880              | 420          | b1        |